# Leon Neil Cooper
Leon Neil Cooper (Nova Iorque, 28 de fevereiro de 1930 – Providence, 23 de outubro de 2024) foi um físico estadunidense.
Foi Nobel de Física em 1972, pelo desenvolvimento conjunto da teoria da supercondutividade, também conhecida como teoria BCS. Foi um dos que assinaram uma petição para o presidente Barack Obama em 2015 para que o Governo Federal dos Estados Unidos fizesse um pacto de desarmamento nuclear e de não-agressão.

## Carreira
Cooper passou um ano no Instituto de Estudos Avançados e lecionou na Universidade de Illinois e na Universidade Estadual de Ohio antes de vir para a Brown University em 1958.  Em 1974, Cooper tornou-se o Thomas J. Watson Sr. Professor de Ciências em Brown e diretor do Instituto de Cérebro e Sistemas Neurais, que ele fundou em 1973.  Junto com o colega Charles Elbaum, ele fundou a empresa de tecnologia Nestor, dedicada a encontrar aplicações comerciais para redes neurais artificiais.  Nestor, junto com a Intel, desenvolveu o chip de computador de rede neural Ni1000 em 1994.
Cooper realizou pesquisas em várias instituições, incluindo o Instituto de Estudos Avançados em Princeton, Nova Jersey, e no CERN (Organização Europeia para Pesquisa Nuclear) em Genebra, Suíça.

## Publicações
Cooper foi o autor de Science and Human Experience – uma coleção de ensaios, incluindo material inédito, sobre questões como consciência e estrutura do espaço. (Cambridge University Press, 2014).
Cooper foi o autor de um livro-texto não convencional de física de artes liberais, originalmente An Introduction to the Meaning and Structure of Physics (Harper and Row, 1968) e ainda impresso em uma forma um tanto condensada como Physics: Structure and Meaning (Líbano: New Hampshire, University Press of New England, 1992).
- Cooper, L. N. & J. Rainwater. "Theory of Multiple Coulomb Scattering from Extended Nuclei", Laboratórios de Ciclotron de Nevis na Universidade de Columbia, Escritório de Pesquisa Naval (ONR), Departamento de Energia dos Estados Unidos (por meio da agência predecessora, Atomic Energy Commission), (Ago. 1954).
- Cooper, L. N., Lee, H. J., Schwartz, B. B. & W. Silvert. "Theory of the Knight Shift and Flux Quantization in Superconductors", Brown University, Compilação Solo do Departamento de Energia dos Estados Unidos (por meio da agência predecessora, o Atomic Energy Commission), (Mai. 1962).
- Cooper, L. N. & Feldman, D. "BCS: 50 years", World Scientific Publishing Co., (Nov. 2010).

## Morte
Leon morreu no dia 23 de outubro de 2024, aos 94 anos.